# 寺西忠幸
寺西 忠幸（てらにし ただゆき、1929年3月1日 - ）は、日本の実業家。キリン堂の創業者。兵庫県出身。

## 経歴
1951年に大阪大学薬学部を卒業し、同年10月に京阪薬品工業に入社。1952年3月に専務を経て、1958年3月にキリン堂を設立し、社長に就任。2003年9月には会長に就任し、2015年4月までに務めた。
2018年4月に旭日小綬章を受章。